# Super Mercury
Ein Super Mercury (deutsche Übersetzung Super-Merkur) ist ein erdähnlicher Planet in einer engen Umlaufbahn um einen Stern, wobei an der Planetenoberfläche eine so hohe Temperatur herrscht, dass der Exoplanet keine atmosphärischen Gase binden kann. Ein alternativer Name für Super Mercury ist Hot Super-Earth.
Gesteinsplaneten mit einer Umlaufdauer von weniger als 50 Tagen und einer Masse von weniger als zehn Erdmassen, die einen sonnenähnlichen Stern im weitesten Sinne umlaufen, werden zu den Super Mercuries gezählt. Zu den sonnenähnlichen Sternen werden im Rahmen der Planetologie die Hauptreihensterne mit den Spektralklassen F, G und K gezählt, die eine stabile Phase des Wasserstoffbrennens über einen Zeitraum von mehr als einer Milliarde Jahre unterhalten und nicht durch starke Flareaktivität eine mögliche Atmosphäre zerstören. Beobachtungen mit dem Kepler-Weltraumteleskop ergeben eine Wahrscheinlichkeit von Super Mercuries um sonnenähnliche Sterne von um die 17 Prozent.

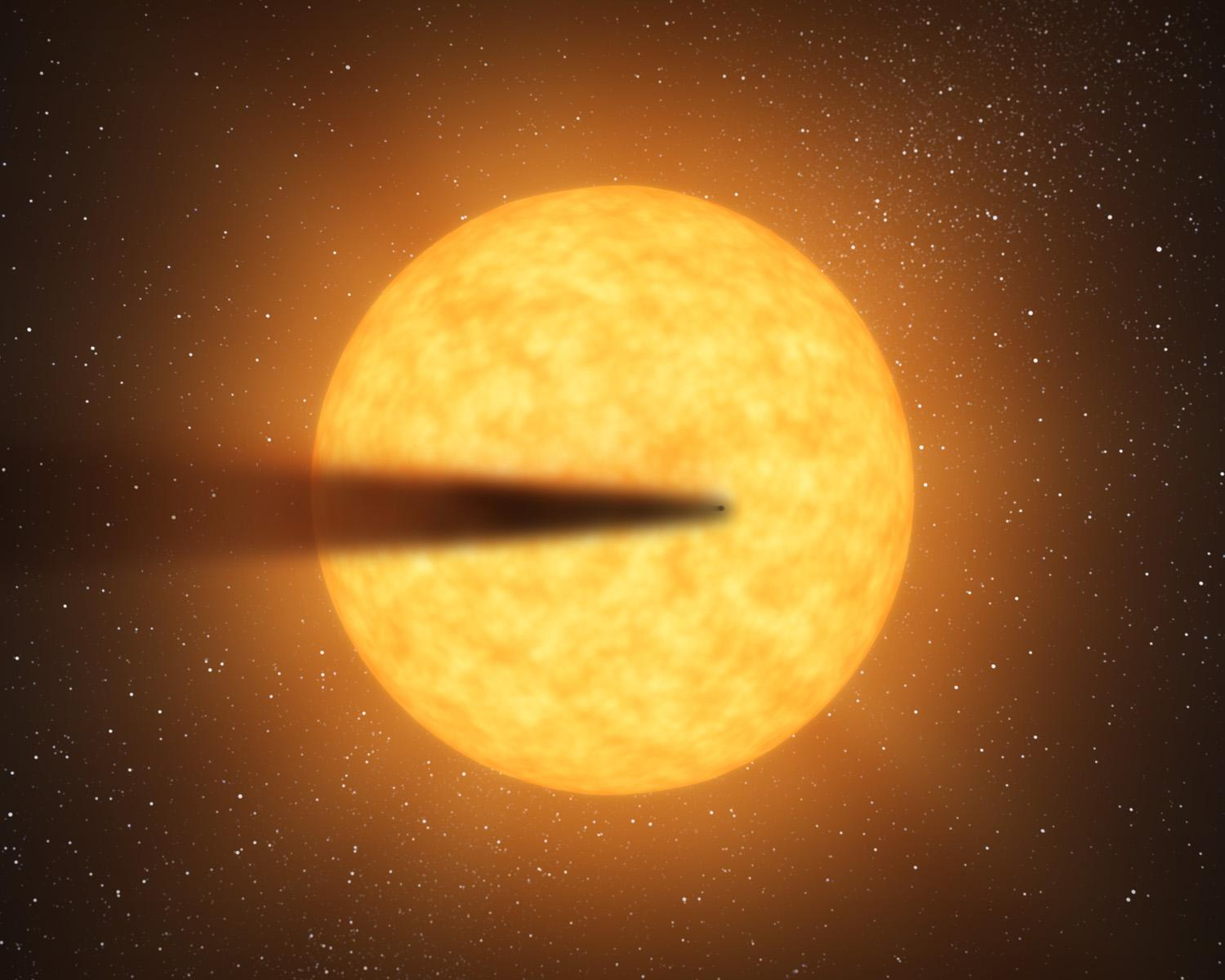
Künstlerische Darstellung der vom Planeten KIC 12557548b ausgehenden Staubwolke

Die Oberfläche des Planeten kann sich in engen Umlaufbahnen von wenigen Stunden so weit aufheizen, dass die Gesteinsoberfläche des Planeten verdampft und eine Staubfahne von ihm ausgeht wie bei dem Exoplaneten KIC 12557548b.